# 水动力学讲义手稿

《水动力学讲义手稿》是科学家钱学森教授1958年秋为清华大学第一届力学研究班讲授水动力学时的备课手稿， 2007年由上海交通大学出版社整理出版。

## 背景
当时中国急需大批科学技术人才，包括航天，航空，水利，船舶设计，潜水艇设计等各方面人力学设计人才。1956年的12年科学规划中制定快速陪养科学技术人才的规划。1958年清华大学从中国各地抽调120人，组成力学研究班，研究期限2年。力学研究班先后开办
3届，培养出一批力学设计人才。

## 内容
全书分两部分 第一部分是钱学森教授手稿的彩色影印，讲稿共92页，以黑墨水书写在中国科学院力学研究所横格稿纸上，个别地方用红墨水修改。手稿用简体字书写，涉及科学家的名字，则以英文或俄文书写。数学工具包括常微分方程，偏微分方程，复变函数，傅里叶变换等。第二部分是编者的注释，铅字排印。
课程分九讲：
第一讲 表面波
第二讲 表面波(续)
第三讲 波阻
第四讲 水面滑行的平板
第五讲 浅水中的长波
第六讲 河流水动力学
第七讲 空化
第八讲 非线性自由面
第九讲 泥沙问题
钱学森教授手稿，继承了德国哥廷根学派老师西奥多·冯·卡门的空气动力学传统，强调物理概念与数学推导结合，以解决实际工程问题。